# 米科拉·梁赞采夫
米科拉·卡尔波维奇·梁贊采夫（羅馬化：Mykola Karpovych Riazantsev，1937年4月30日—2007年5月17日），乌克兰设计师，曾任马雷舍夫工厂的哈尔科夫发动机设计局首席设计师。 1986年至1990年乌克兰共产党中央委员会委员，技术科学博士、教授。

## 小传
1954年至1959年，梁贊采夫就读于哈尔科夫理工学院电气工程系，主修“内燃机”专业。
1959年，在哈萨克苏维埃社会主义共和国阿斯塔納市一家粮食接收站担任机械师。
1959年至1965年，在哈尔科夫马雷舍夫工厂柴油机车发动机设计部门担任工程师。自1965年起，在哈尔科夫马雷舍夫工厂坦克发动机设计部门（哈尔科夫发动机设计局的前身）担任工程师。参与了T-64坦克5TDF柴油发动机的研发。
自1968年起，担任小组负责人；自1969年起，担任部门副负责人；自1970年起，担任哈尔科夫马雷舍夫工厂发动机设计局活塞部门负责人。
自1970年起加入工农共产党。
1973年起任马雷舍夫工厂哈尔科夫发动机设计局首席设计师、总设计师、哈尔科夫发动机设计局局长。后任哈尔科夫发动机设计局坦克发动机设计首席研究员。
自2001年起，任乌克兰装甲车辆发动机总设计师。
出版了280多部科研和教学著作，拥有70项版权证书和发明专利。哈尔科夫发动机设计局哈尔科夫理工学院内燃机分院的联合创始人。

## 荣誉
- 功绩勋章 (乌克兰)，三级绶带
- 列宁勋章
- 荣誉勋章 (苏联)
- 乌克兰国家科学与技术奖
- 乌克兰科学与技术荣誉个人 (2008年)